# Campionati del mondo di ciclismo su pista 2022 - Velocità a squadre maschile
La gara di velocità a squadre maschile ai Campionati del mondo di ciclismo su pista 2022 si è svolta il 12 ottobre 2022.

## Podio
| Pos.    | Atleta        | Nazionalità                                                      |
| ------- | ------------- | ---------------------------------------------------------------- |
| Oro     | Australia     | Matthew Glaetzer Leigh Hoffman Matthew Richardson Thomas Cornish |
| Argento | Paesi Bassi   | Jeffrey Hoogland Harrie Lavreysen Roy van den Berg               |
| Bronzo  | Gran Bretagna | Jack Carlin Alistair Fielding Hamish Turnbull                    |

## Risultati

### Qualificazioni
I migliori 8 tempi si qualificano per il primo turno.
| Posizione | Nazione       | Atleti                                                                         | Tempo  | Gap    | Note |
| --------- | ------------- | ------------------------------------------------------------------------------ | ------ | ------ | ---- |
| 1         | Australia     | Leigh Hoffman Matthew Richardson Thomas Cornish                                | 41.896 |        | Q    |
| 2         | Paesi Bassi   | Roy van den Berg Harrie Lavreysen Jeffrey Hoogland                             | 41.993 | +0.097 | Q    |
| 3         | Francia       | Timmy Gillion Sébastien Vigier Melvin Landerneau                               | 42.852 | +0.956 | Q    |
| 4         | Gran Bretagna | Alistair Fielding Hamish Turnbull Jack Carlin                                  | 43.094 | +1.198 | Q    |
| 5         | Polonia       | Rafał Sarnecki Mateusz Rudyk Patryk Rajkowski                                  | 43.220 | +1.324 | Q    |
| 6         | Germania      | Nik Schröter Stefan Bötticher Maximilian Dörnbach                              | 43.228 | +1.332 | Q    |
| 7         | Cina          | Guo Shuai Zhou Yu Liu Qi                                                       | 43.398 | +1.502 | Q    |
| 8         | Canada        | Tyler Rorke Nick Wammes James Hedgcock                                         | 43.707 | +1.811 | Q    |
| 9         | Rep. Ceca     | Matěj Bohuslávek Martin Čechman Tomáš Bábek                                    | 44.221 | +2.325 |      |
| 10        | Colombia      | Santiago Ramírez Kevin Quintero Cristian Ortega                                | 44.331 | +2.435 |      |
| 11        | Malaysia      | Muhammad Ridwan Sahrom Muhammad Shah Firdaus Sahrom Muhammad Fadhil Mohd Zonis | 44.417 | +2.521 |      |
| 12        | Italia        | Matteo Tugnolo Daniele Napolitano Matteo Bianchi                               | 44.558 | +2.662 |      |
| 13        | Lituania      | Laurynas Vinskas Vasilijus Lendel Svajūnas Jonauskas                           | 44.705 | +2.809 |      |
| 14        | Spagna        | José Moreno Sánchez Alejandro Martínez Chorro Ekain Jiménez                    | 45.196 | +3.300 |      |
| 15        | Stati Uniti   | Dalton Walters Evan Boone Geneway Tang                                         | 45.483 | +3.587 |      |
| 16        | India         | Rojit Singh Yanglem David Elkathchoongo Esow Esow                              | 45.579 | +3.683 |      |
| -         | Giappone      | Yoshitaku Nagasako Kaiya Ota Yuta Obara                                        | DSQ    |        |      |

### Primo turno
I migliori 2 tempi si qualificano alla finale per l'oro, il terzo e quarto tempo alla finale per il bronzo.
| Batteria | Posizione | Nazione       | Atleti                                             | Tempo  | Gap    | Note |
| -------- | --------- | ------------- | -------------------------------------------------- | ------ | ------ | ---- |
| 1        | 1         | Gran Bretagna | Jack Carlin Alistair Fielding Hamish Turnbull      | 42.747 |        | q    |
| 1        | 2         | Polonia       | Patryk Rajkowski Mateusz Rudyk Rafał Sarnecki      | 42.879 | +0.132 |      |
| 2        | 1         | Germania      | Stefan Bötticher Maximilian Dörnbach Nik Schröter  | 43.003 |        | q    |
| 2        | 2         | Francia       | Timmy Gillion Rayan Helal Sébastien Vigier         | 43.063 | +0.060 |      |
| 3        | 1         | Paesi Bassi   | Jeffrey Hoogland Harrie Lavreysen Roy van den Berg | 41.747 |        | Q    |
| 3        | 2         | Cina          | Guo Shuai Xue Chenxi Zhou Yu                       | 43.459 | +1.712 |      |
| 4        | 1         | Australia     | Matthew Glaetzer Leigh Hoffman Matthew Richardson  | 41.630 |        | Q    |
| 4        | 2         | Canada        | Ryan Dodyk Tyler Rorke Nick Wammes                 | 43.717 | +2.087 |      |

### Finali
| Posizione            | Nazione       | Atleti                                             | Tempo  | Gap    | Note |
| -------------------- | ------------- | -------------------------------------------------- | ------ | ------ | ---- |
| Finale per l'oro     |               |                                                    |        |        |      |
| 1                    | Australia     | Matthew Glaetzer Leigh Hoffman Matthew Richardson  | 41.600 |        |      |
| 2                    | Paesi Bassi   | Jeffrey Hoogland Harrie Lavreysen Roy van den Berg | 41.643 | +0.043 |      |
| Finale per il bronzo |               |                                                    |        |        |      |
| 3                    | Gran Bretagna | Jack Carlin Alistair Fielding Hamish Turnbull      | 42.844 |        |      |
| 4                    | Germania      | Stefan Bötticher Maximilian Dörnbach Nik Schröter  | 42.950 | +0.106 |      |